# Friedhof Chauchilla

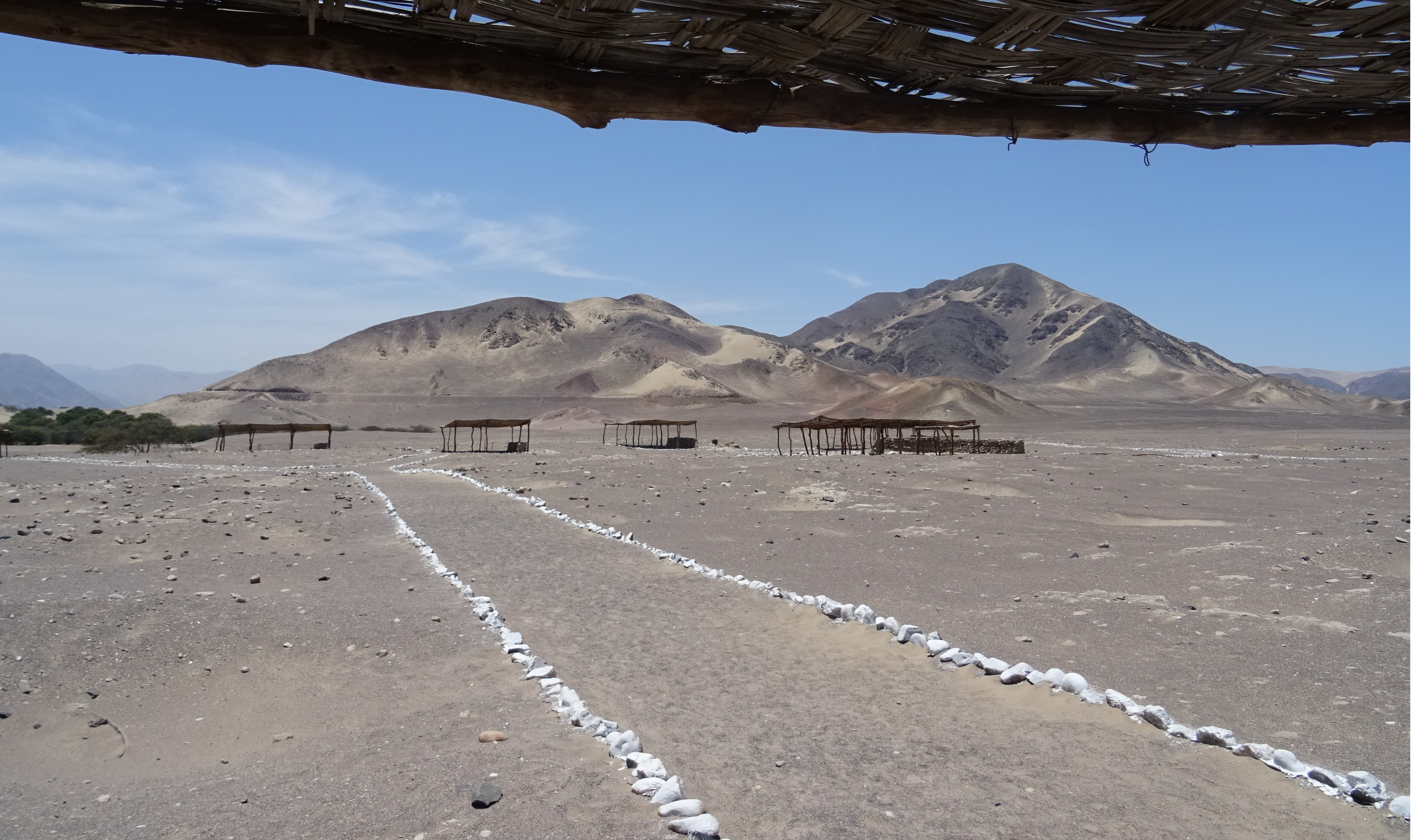
Blick über einen Teil der Anlage

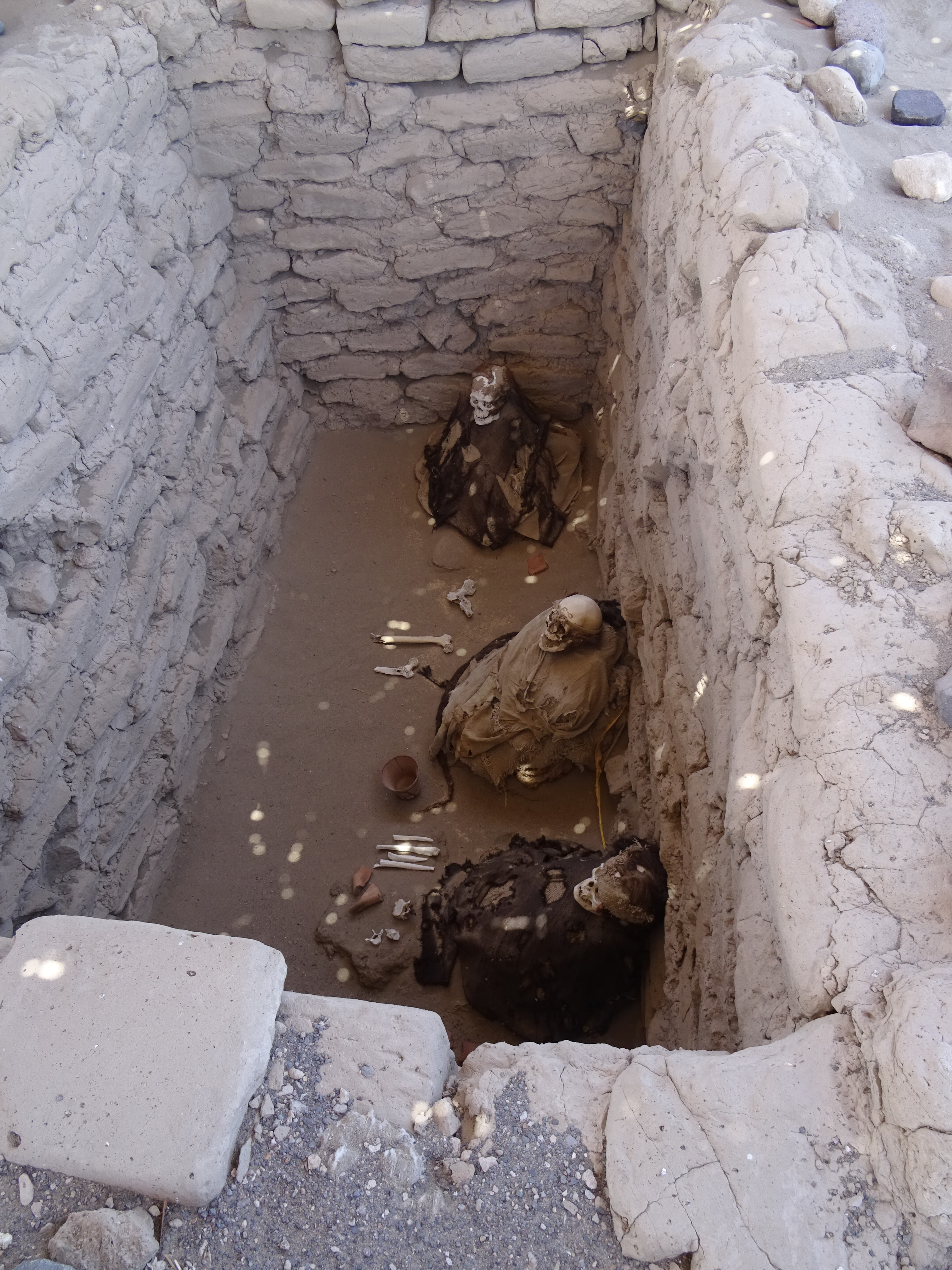
Eines der Familiengräber

Koordinaten: 14° 58′ 59,9″ S, 74° 55′ 34,7″ W

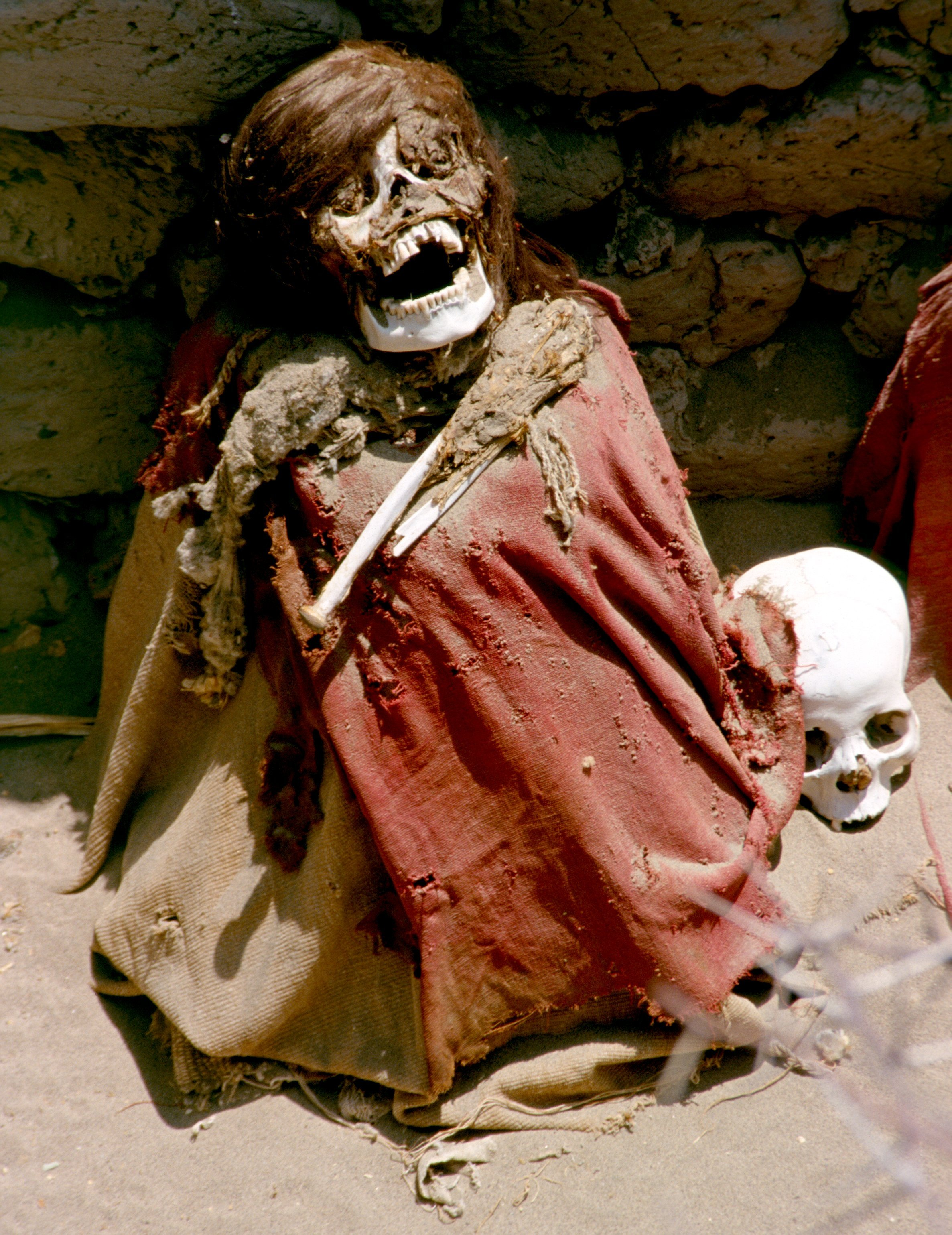
Eine der Mumien

Der Friedhof Chauchilla ist ein Begräbnisplatz 30 km südlich der Stadt Nasca in der Provinz Nasca in Südwest-Peru.

## Geschichte
Der Friedhof der Nazca-Kultur wurde in den 1920er Jahren entdeckt. Die Gräber datieren auf einen etwa 700 Jahre langen Zeitraum etwa vom Jahr 200 bis zum 9. Jahrhundert n. Chr., also weit vor die Herrschaft der Inka.
Die mehrere 100 Gräber wurden durch Grabräuber größtenteils zerstört. Die verstreuten Knochenreste und Keramikscherben wurden im Zuge der Ausgrabungen in die geöffneten Gräber verbracht. Seit 1997 ist der archäologische Fundplatz gesetzlich geschützt.
Das Gräberfeld befindet sich am Südufer des Flusses Río Poroma am Fuße der Ausläufer der peruanischen Westkordillere und kann über eine sieben Kilometer lange unbefestigte Piste von der Panamericana erreicht werden. Es kann gegen Entgelt besichtigt werden.
Besichtigt werden können mehrere geöffnete Einzel- und Familiengräber. In den nur durch leichte Dächer geschützten Gräbern befinden sich Mumien, menschliche Knochen und archäologisch nicht bedeutsame Reste der Grabbeigaben. Alle wertvollen Funde wurden geraubt oder in Museen verbracht.
Die Toten wurden sitzend in Baumwollstränge eingewickelt und mit Harz behandelt. Anschließend wurden sie in mit Lehmziegeln ausgekleideten Gruben bestattet. Das extreme aride Klima der peruanischen Küstenwüste ermöglichte die Konservierung der Mumien. Bei den ausgestellten Mumien wurde von den Grabräubern die Baumwollumwicklung im Bereich des Oberkörpers weggerissen, um Zugang zu Kleidung und Schmuck zu erhalten, dabei wurde auch der Kopf mit abgetrennt. Die Köpfe konnten den Körpern oft nicht mehr eindeutig zugeordnet werden. Einige Mumien besitzen aus Baumwolle nachgebildete Köpfe. Es gibt Theorien, nach denen die Köpfe bei einer Opferung abgetrennt und an anderer Stelle verwahrt wurden. Bei der Mumifizierung hätten die Körper zur Vervollständigung Ersatzköpfe bekommen.

## Film
Der Friedhof kommt im Film Indiana Jones und das Königreich des Kristallschädels vor. Obwohl ein Name im Film selbst nicht genannt wird, ist der Ort in Filmhandlung und Werbematerial eindeutig zu identifizieren. Im Film wurde der Friedhof mit maskentragenden  Nazca-Wächtern und einer unterirdischen Grabkammer ausgeschmückt. Im Film befindet sich der Friedhof auf einem Vorsprung über dem Nazca-Tal und bietet einen Blick über die Nazca-Linien.
Auf dem Gelände befindet sich ein Gebäude mit Sanitärräumen und einem Ausstellungsraum.